# 関西フーズ

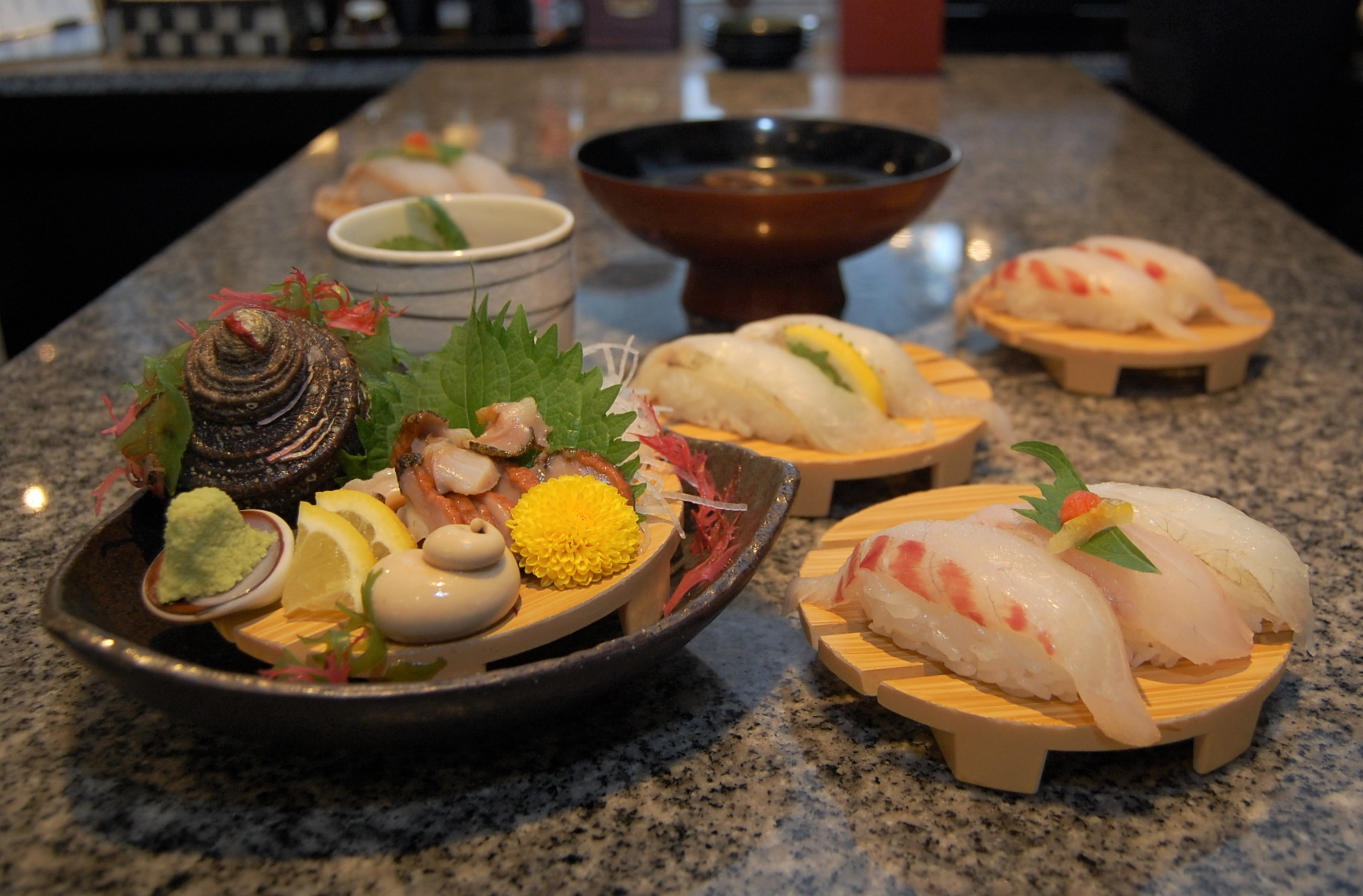
商品例（活さざえの刺身、にぎり寿司ほか）

関西フーズ（かんさいフーズ）は、「力丸」のブランドで回転寿司チェーン店および海鮮丼専門店を運営する日本の企業。本社を姫路市に置き、神戸・姫路・西宮エリアに15店舗（2024年4月現在）を展開する。いけすを設置し、全国の漁港などから仕入れた魚を客の目の前でさばくなど、低価格路線とは一線を画すグルメ志向の経営方針を特徴とする。

## 概要
1980年（昭和55年）に創業者の福永博之が、第1号店となる「くるくる寿司飾磨店」を開店。1988年（昭和63年）には「すしプラザ」の名称で、回転ずしチェーン店の展開を開始。回転寿司ブームの到来とともに地盤を強固とすべく2001年（平成13年）より順次、「すしプラザ」から「力丸」と「廻鮮漁港」に名称変更し、安さだけではなくグルメ志向の回転寿司への路線を歩む。当初は郊外型店舗が主体であったが、駅前型への展開も強め、東京、大阪など、姫路から東の地域への進出を図っている。
2023年2月には、同年4月の改正道路交通法で「無人宅配ロボット」の歩道通行解禁に備えJR姫路駅周辺で「力丸 JR姫路駅前店」を拠点に、家老屋敷跡公園やホテルモントレ姫路など駅北側の9ヶにすしを届ける無人宅配ロボット「デリロ」を使った宅配サービスの実証実験を始めた。同社では、人出不足が常態化する中、ロボットとの共生が今後は必要となるとの認識を示し、早期のサービス実現を目指すとしている。

### 海鮮丼専門店
創業以来、回転寿司一筋だった同社だが、2020年の創業40年を迎えたことを機に、また長引く新型コロナ禍が街自体の活気をそぐと考え、JR姫路駅のビオレ姫路おみやげ館フードコートに新業態として、兵庫県産の海苔をはじめ、姫路では人気のシャコ、アナゴ、レンコンなどを使用したグルメ志向の海鮮丼専門店を2021年6月21日にオープンさせた。『龍力』（本田商店）や『白鷺の城』（田中酒造場）など、地元の日本酒も提供する。

### お持ち帰り専門店
力丸のお持ち帰り専門店1号店として力丸 神戸 エキソアレ西神中央店が開店。朝6時にとれたばかりの近海鮮魚を使った持ち帰り寿司を提供。店内飲食カウンターも併設併設される。

### 屋号の由来
屋号の「力丸」の名は、2代目社長福永力夫の「力」と漁船の名に用いられる「丸」を由来とする。「廻鮮漁港」は、「漁港に水揚げされる海鮮を廻る寿司屋でお腹いっぱいどうぞ」との思いから名付けられた。2017年（平成29年）11月よりは、「力丸」に統一された。福永力夫は、1972年生まれで大学卒業後、大阪の寿司チェーンで料理や経営学を学びながら当時の人気飲食店巡りをし、繁盛店の秘訣を学んだ。その後関西フーズに入社。各店舗で経験を積み、店長、常務を経て2013年に社長に就任した。

### 経営理念
- お客様の食生活に寄与すること
- 社員の生活向上をはかること
- 企業の安定成長をはかること

としている。

## 店舗の特色
価格は一皿100円（税別）から設定しながらも、低価格だけを追求した回転寿司店とは一線を画し、100種類を超えるメニューと播磨灘前捕れの新鮮な魚を使用。いけすを設置した店では、旬の寿司ネタや活魚などを備え、いけすで泳ぐアジ、タイ、ヒラメなどの魚を注文を受けてその場でさばく演出を行っている。平日のランチメニューには1000円を切る低価格で「海鮮丼ランチ」や「日替わりにぎりランチ」などを提供している。

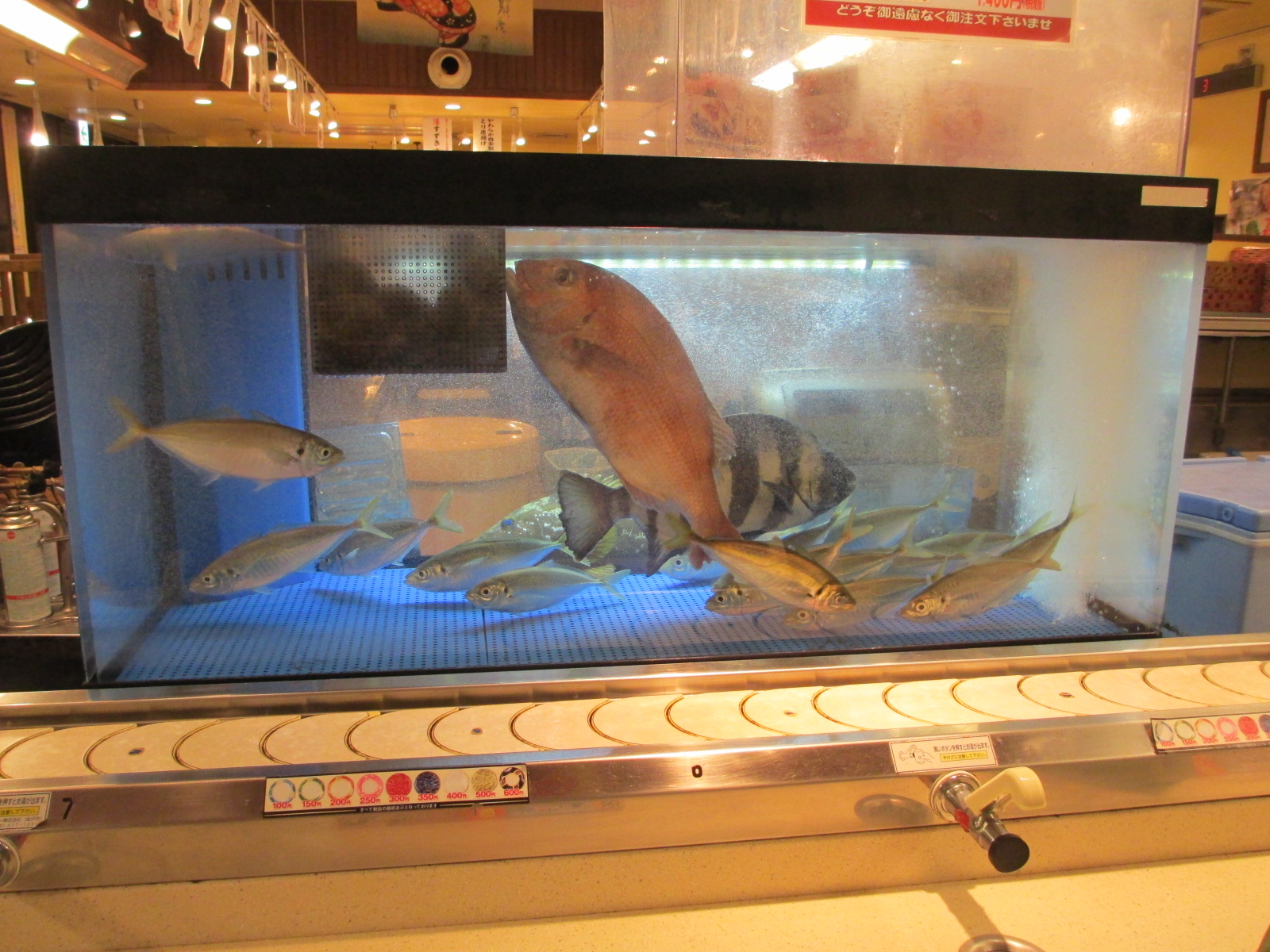
いけすの置かれた店舗。播州播磨前捕れの魚が泳ぐ店内。

3つのこだわりとして、以下を挙げている。
- 「本物の味へのこだわり」

いけすを設置し、全国の漁港から直接仕入れた旬の魚などを泳がせ、注文を受けてから客の目の前でさばき、寿司を握る。
- 「癒しの空間と安全へのこだわり」

日本の伝統食文化である寿司を提供する店として「和」を基本とする内装としながらも、注文をスムーズにするためのタブレット端末や注文品を客の手元に運ぶ特急レーンの設置、子供向けのゲームコーナーやキッズルームなども併設している。
- 「良質な接客サービスへのこだわり」

スタッフを客から見えるカウンター内に配置することで、気配りの行き届くもてなしを行うことが可能。

## 体験教室
年3～4回、貸し切り店舗で子供向けの「すし職人体験教室」を実施している。寿司店は厚生労働省の2008年調査で、1万3千軒も減少しており、市場規模は縮小、寿司職人の志願者も減少していることを危惧した同社が、地元貢献の一環として企画したものである。

## 沿革
- 1980年（昭和55年） 
  - 3月、創業者福永博之により、第1号店「くるくる寿司 飾磨店」開店。
  - 8月、「くるくる寿司 名古山店」開店。
- 1987年（昭和62年） - 11月、「くるくる寿司 青山店」開店。
- 1988年（昭和63年） - 10月、「すしプラザ 岡田店」開店（2001年に「廻鮮鮨 力丸」に変更）。同月、本社事務所を姫路市西延末に置く。
- 1989年（平成元年）
  - 「すしプラザ」の名称で、回転ずしチェーン店の展開を開始。
  - 2月、「くるくる寿司 名古山店」を全面改装し、「すしプラザ」に変更。
- 1990年（平成2年）- 6月、「くるくる寿司 青山店」、「くるくる寿司 飾磨店」の店名を「すしプラザ」に変更（2003年と2001年にそれぞれ「廻鮮漁港 青山店」と「廻鮮鮨 力丸」に変更）。
- 1994年 （平成6年）- 11月、「すしプラザ 大津店」開店（2002年に「廻鮮漁港 大津店」に、さらに2014年「力丸」に変更）。
- 1995年 （平成7年）- 10月、「すしプラザ 高砂店」開店（2003年に「廻鮮漁港 高砂店」に、さらに「力丸」に変更）。
- 1997年 （平成9年）- 11月、「すしプラザ 加古川店」開店（2001年に「廻鮮漁港 高砂店」に、さらに「力丸」に変更）。
- 1999年 （平成11年）- 11月、「すしプラザ 二見店」開店（2001年に「廻鮮鮨 力丸」に変更）。
- 2000年 （平成12年）- 5月、本社を現在の姫路市町坪179-9に新築移転。
- 2001年（平成13年）- 「すしプラザ」から「力丸」と「廻鮮漁港」に順次、名称変更を開始。グルメ志向の回転寿司店を目指す。
- 2002年（平成14年）- 3月、「廻鮮鮨 力丸 太子店」開店（2003年に「廻鮮漁港 太子店」に変更、さらに「力丸 揖保郡太子店」に変更）。
- 2004年（平成16年）- 12月、「廻鮮漁港 東山店」開店(2017年に「力丸 姫路東山店」に変更)。
- 2009年（平成21年）- 12月、「廻鮮鮨 力丸 姫路辻井店」開店。
- 2011年（平成23年）- 12月、「播磨の活魚にぎり 力丸 姫路中地店」開店。
- 2012年（平成24年）- 7月、「力丸 神戸大蔵谷店」開店。
- 2016年（平成28年）- 6月、「力丸 JR姫路駅店」開店。
- 2018年（平成30年）- 7月、「力丸 神戸垂水店」開店。
- 2020年（令和2年）- 6月6日、「力丸 神戸三宮センタープラザ店」開店[14][15]。
- 2021年（令和3年）- 6月21日、海鮮丼専門店「海鮮どんぶり本舗 力丸」1号店をJR姫路駅のビオレ姫路おみやげ館フードコートに開店[3][7]。
- 2022年（令和4年）- 3月22日、西神中央駅ショッピングセンター内に持ち帰りとイートインのできる店舗「お持ち帰り寿司 力丸」を開店[16]。
- 2023年（令和5年）
  - 2月、 JR姫路駅周辺で「力丸 JR姫路駅前店」を拠点に、家老屋敷跡公園やホテルモントレ姫路など駅北側の9ヶにすしを届ける無人宅配ロボット「デリロ」を使った宅配サービスの実証実験を始める[4][5]。
  - 11月24日、「力丸 西宮今津店」開店。

（以上より）

## 所在地

### 本社
兵庫県姫路市町坪179-9

### 店舗

#### 回転寿司
- 力丸 JR姫路駅店

姫路市豆腐町222 ピオレ3
- 力丸 姫路辻井店

兵庫県姫路市辻井3丁目1193-1
- 力丸 姫路中地店

兵庫県姫路市飾磨区構4丁目90
- 力丸 姫路大津店

兵庫県姫路市大津区西土井281-1
- 力丸 姫路東山店

兵庫県姫路市東山239-1
- 力丸 揖保郡太子店

兵庫県揖保郡太子町蓮常寺294-1
- 力丸 高砂店

兵庫県高砂市伊保東2丁目290-1
- 力丸 加古川店

兵庫県加古川市野口町坂井105-1
- 力丸 明石二見店

兵庫県明石市二見町西二見1864
- 力丸 神戸大蔵谷店

神戸市西区伊川谷町有瀬407-2
- 力丸 神戸垂水店

神戸市垂水区名谷町2569-6
- 力丸 神戸三宮センタープラザ店

神戸市中央区三宮町1丁目9番地1号センタープラザ東館047号(B1F)
- 力丸 西宮今津店

兵庫県西宮市今津港町2-27

#### 海鮮丼専門店
海鮮どんぶり本舗 力丸 ピオレ姫路おみやげ館店
兵庫県姫路市豆腐町222　ピオレ姫路おみやげ館

#### 持ち帰り専門店
お持ち帰り寿司 力丸 神戸 エキソアレ西神中央店
神戸市西区糀台5-9-4
（以上より）

## メディア

### テレビ
- 2014年8月27日 テレビ大阪 - 『ちびっこ寿司教室』の取材。
- 2014年9月3日 サンTV - 兵庫県警と連携した啓発活動の取材。
- 2015年4月2日 サンTV『NEWS PORT』 - 『ちびっこ寿司教室』の取材。
- 2018年3月18日 サンTV『キラリけいざい』
- 2020年7月21日 関西テレビ『ちゃちゃ入れマンデー』
- 2021年9月29日 姫路ケーブルテレビ - 『発見!姫路三つ星レストラン』
- 2023年1月27日 サンTV『NEWS×情報 キャッチ+』節分恵方巻きの取り組み
- 2023年2月22日 NHK 『リブラブひょうご』
- 2023年2月22日 関西テレビ　『報道ランナー』
- 2023年4月3日 MBS毎日放送『よんチャンTV』 - 無人宅配ロボット“デリロ”の取材。

### ラジオ
- 『Kiss FM KOBE』（取材日:2013年8月28日、2013年12月22日、2014年7月11日、2016年12月20日）

（より）